# 梅原成四
梅原 成四（うめはら なるし、1918年 - 1957年）は、日本のフランス文学者。
画家・梅原龍三郎の長男。妹は嶋田紅良。妻の昭子は小坂善之助と田中隆三の孫。

## 生涯
1918年、生まれる。東京帝国大学仏文科卒。
戦後東京大学教養学部助教授となりいくつかのフランス文学の翻訳を行う。
助教授在職中の1957年7月26日午前5時半、急性肺炎により新宿区の自宅で死去。享年39。墓所は多磨霊園。

## 出版

### 共著
- 新編フランス文典 山田爵、松下和則、平井啓之 第三書房 1957.3

### 翻訳
- 大家族 モオリス・ドリュオン 市原豊太共訳 創元社 1950
- 人間の終末 第2部 モオリス・ドリュオン 市原共訳 創元社 1951。新編「人間の終末」新潮文庫 1953
- ダルタニヤン物語 第9 第三部 ブラジュロンヌ子爵 第4 恋の三つ巴 アレクサンドル・デューマ 大日本雄弁会講談社 1952
- 嵐の中の青春 アンリ・トロワイヤ 新潮文庫 1952
- アヌイ作品集 第2 レオカディア 白水社 1957